# 瓜莫
瓜莫是哥倫比亞的城鎮，位於該國中部，由托利馬省負責管轄，距離首府伊瓦格42公里，始建於1772年6月26日，面積561平方公里，海拔高度321米，2005年人口34,781。
4°05′N 74°55′W / 4.083°N 74.917°W